# Tyrolienne de Chamrousse
La tyrolienne de Chamrousse, de son nom commercial Adrenaline Park - Tyrolienne géante de Chamrousse, est une tyrolienne située en France, dans la station de sports d'hiver de Chamrousse, au-dessus de Grenoble, en Isère.

## Caractéristiques

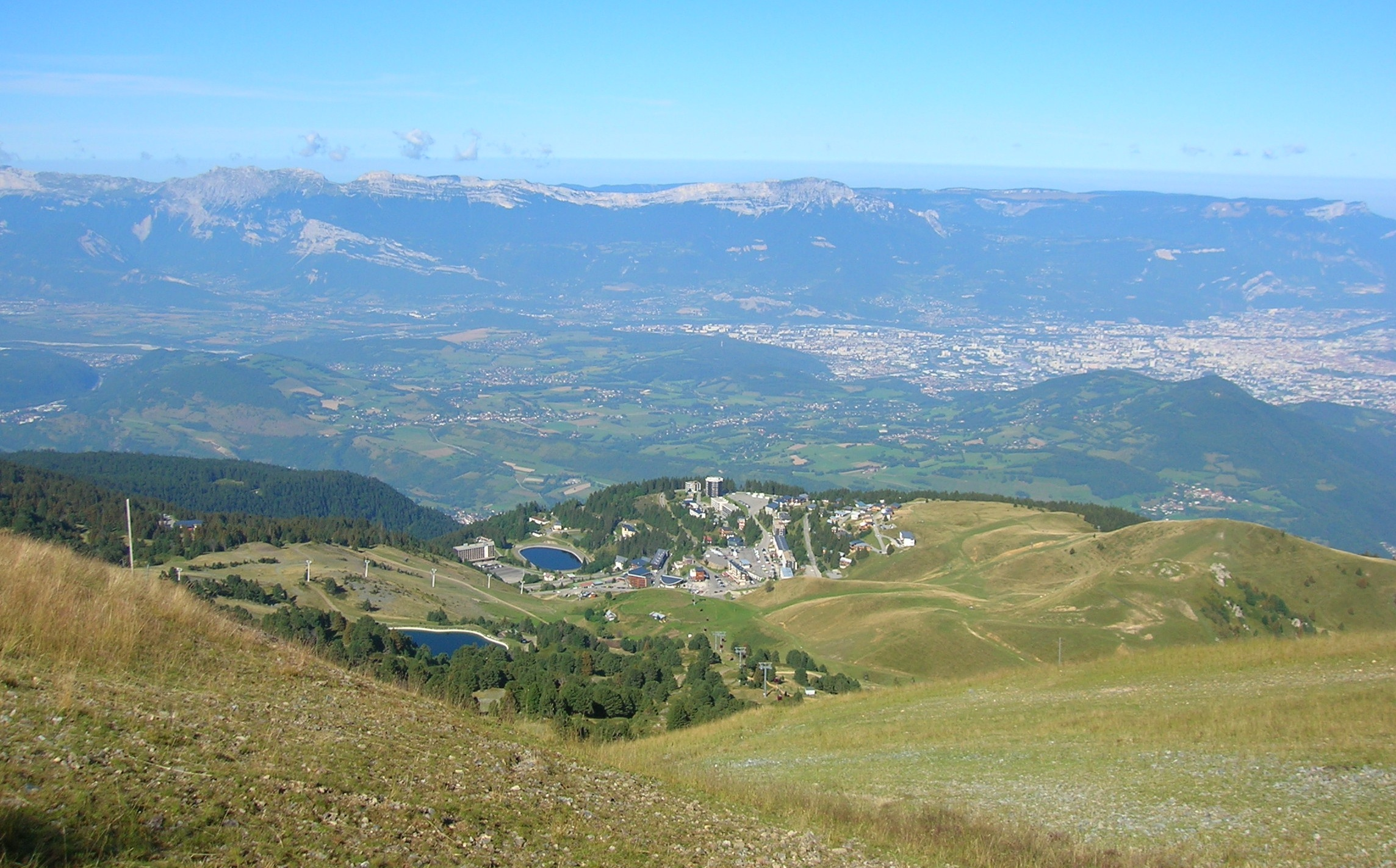
Vue en 2015 du Recoin depuis les pentes de la Croix de Chamrousse avec les secteurs qui sont survolés par la tyrolienne sur la droite de l'image.

La tyrolienne est implantée sur le versant occidental de la Croix de Chamrousse, sommet marquant le point culminant de la station de sports d'hiver de Chamrousse,. Le point de départ est situé au sommet de la montagne, au niveau des antennes de télécommunication, juste au nord de l'arrivée de la télécabine de la Croix,. Le parcours mène à la gare aval de l'ancien téléphérique sur le front de neige du Recoin, l'un des deux hameaux de Chamrousse, longeant la télécabine et survolant des pistes de ski,,.
Le parcours de 1 950 mètres de longueur part d'environ 2 250 mètres d'altitude pour arriver à environ 1 650 mètres d'altitude soit un dénivelé de 600 mètres pour une pente moyenne de 30°,. Le passager franchit deux pylônes d'une trentaine de mètres de hauteur et survole le sol à une hauteur maximale de 65 mètres pour un temps de trajet compris entre 1,5 et 2 minutes parcouru à 80 km/h,,. Le câble de 22 millimètres de diamètre — contre 12 millimètres pour les tyroliennes d'accrobranches — soutient une poulie freinée et une nacelle de 8 à 9 kilogrammes — contre 200 à 300 grammes pour celles d'accrobranches.
Ces dimensions font que ses concepteurs parlent de « plus longue tyrolienne de France » ou de « plus grande tyrolienne à pylônes du monde » même si celle de la Colmiane mesure 2 663 mètres mais en deux sections plus courtes que celles de Chamrousse.

## Histoire
La construction de cette tyrolienne s'inscrit dans un programme de revalorisation touristique et paysagère de la Croix de Chamrousse qui, outre la création de cheminements piétons, de belvédères et autres petites infrastructures touristiques, comprend également la création d'une passerelle himalayenne pour rejoindre le sommet de Casse Rousse,.
La tyrolienne est construite à partir de l'été 2022 pour une ouverture au début de la saison hivernale en fin d'année. Son coût est de 1,7 million d'euros.